# El-Hadji Ba
El-Hadji Ba (París, 5 de marzo de 1993) es un futbolista francés. Juega de mediocampista y se encuentra sin equipo tras abandonar la Real Balompédica Linense.

## Selección nacional
Ha sido internacional con Francia en las categorías sub-18, sub-19 y sub-20.

## Clubes
| Club                      | País       | Año       | Partidos | Goles |
| ------------------------- | ---------- | --------- | -------- | ----- |
| Le Havre A. C.            | Francia    | 2011-2013 | 16       | 2     |
| Sunderland A. F. C.       | Inglaterra | 2013-2015 | 3        | 1     |
| S. C. Bastia (cedido)     | Francia    | 2014-2015 | 7        | 0     |
| Charlton Athletic F. C.   | Inglaterra | 2015-2017 | 28       | 0     |
| Stabæk IF                 | Noruega    | 2017      | 12       | 1     |
| F. C. Sochaux-Montbéliard | Francia    | 2017-2018 | 25       | 0     |
| R. C. Lens                | Francia    | 2018-2019 | 32       | 1     |
| E. A. Guingamp            | Francia    | 2019-2022 | 52       | 2     |
| Apollon Limassol          | Chipre     | 2022-2023 | 8        | 0     |
| Real Balompédica Linense  | España     | 2024      | 0        | 0     |

## Palmarés

### Títulos nacionales
| Título              | Club             | País   | Año  |
| ------------------- | ---------------- | ------ | ---- |
| Supercopa de Chipre | Apollon Limassol | Chipre | 2022 |